# Ctenosia albiceps
Ctenosia albiceps är en fjärilsart som beskrevs av George Francis Hampson 1901. Ctenosia albiceps ingår i släktet Ctenosia och familjen björnspinnare. Inga underarter finns listade i Catalogue of Life.